# Gonzalo Pieres sen.
Gonzalo Pieres senior (* 22. Dezember 1955 in Argentinien) ist ein ehemaliger argentinischer Polospieler. Er erreichte Handicap 10 und gewann in seiner aktiven Zeit alle wichtigen Turniere in Argentinien, den USA und in England. Aktuell hält er ein Handicap von 7. Er spielte üblicherweise auf der Position 3 (Spielmacher) und gilt als einer der besten Spieler auf dieser Position überhaupt.

## Leben
Gonzalo Pieres wurde am 22. Dezember 1955 als jüngster Sohn von Alvaro César „Bary“ Pieres und seiner Frau Inés Garrahan geboren. Sein Großvater war 1927 Mitbegründer des Tortugas Country Club und ein bekannter Pferdezüchter. Auch Alvaro Pieres und Gonzalos ältere Brüder spielten Polo und so ist es nicht erstaunlich, dass auch der jüngste Sohn mit diesem Sport begann. 
Seine ersten Erfolge hatte er, als er für seine Schule, das Colegio San Augustín, spielte. Zu dieser Zeit wurde er von Eduardo Moore entdeckt. 1975, als er 19 Jahre alt war, spielte er bereits im Südamerika-Team (Juan José Díaz Alberdi, Héctor Barrantes, Eduardo Moore, Gonzalo Pieres) um den Coronation Cup in England. Sein Team gewann diesen Pokal und auch die nächsten drei. 1979 gewann er zum ersten Mal den Gold Cup in Cowdray (England). Er gewann den Gold Cup noch drei weitere Male, sowie den Queen’s Cup (England) und den Gold Cup Deauville (Frankreich). 
In den USA spielte er für das Team White Birch, das von Peter Brant gegründet wurde. Das „Polo“ Magazin schrieb über Pieres Beitrag: „As Gonzalo Pieres goes, so goes White Birch.“ Er gewann insgesamt zehnmal den Gold Cup USA, mehrere World Cups und dreimal den America’s Cup, ein internationales Match zwischen Argentinien und den USA. White Birch war damit das dominierende Team im US-amerikanischen Polo in den 1980er Jahren. 
In Argentinien spielte er zusammen mit Jorge und Gonzalo Tanoira zunächst für das Team Mar del Plata, mit dem er zweimal die Hurlingham Open und fünfmal die Tortugas Open gewann. Außerdem erreichte das Team zweimal das Finale der Argentine Open. Anschließend wechselte er zum Team La Espadaña (Carlos Gracida, Alfonso Pieres, Gonzalo Pieres, Ernesto Trotz). 1987 gewannen sie 14-8 gegen Indios-Chapaleufú das Finale der Argentine Open. Vier Jahre in Folge blieb das Team ungeschlagen. Hinzu kamen drei Siege in Hurlingham und zwei in Tortugas. La Espadaña wurde außerdem zum ersten 40-Goal-Team seit Coronel Suárez. 
Nach der Auflösung von La Espadaña gründete Pieres, zusammen mit dem australischen Medien-Tycoon Kerry Packer, die Teams Ellerston und Ellerstina. Ellerston sollte in Australien und England spielen, Ellerstina in Argentinien. 1992 startete Ellerstina in der argentinischen Season, zusammen mit einem jungen Adolfo Cambiaso und Mariano Aguerre. Komplettiert wurde das Team durch Carlos Gracida, den Pieres aus seiner Zeit bei La Espadaña kannte. 1994 gelang ihnen der Gewinn der Triple Corona (Gewinn von Tortugas, Hurlingham und Argentine Open in einem Jahr). 1997 und 1998 gewann er erneut die Argentine Open mit Ellerstina.
Mit Mitte Vierzig zog er sich allmählich als aktiver Spieler zurück, um Platz zu machen für seine Söhne. Er blieb aber treibende Kraft hinter dem Team Ellerstina. 
1999 startete er die Ellerstina Club Poloturniere (Gold Cup, Silber Cup, Bronze Cup) für Team-Handicaps zwischen 10 und 22. 
2003 kehrte er als Spieler zurück, als er im Eröffnungsmatch der argentinischen Open für den verletzten Matias Mac Donough einsprang. 2006 spielte und gewann er die Jockey Club Open zusammen mit seinen drei Söhnen.
2006 initiierte er zusammen mit Adolfo Cambiaso die Argentina Polo Tour. Diese findet seitdem jährlich zwischen Februar und April statt und umfasst Turniere in sechs Clubs in Argentinien.
Aufgrund seiner Bedeutung für den US-amerikanischen Polosport wurde Pieres 2008 als erster Nicht-US-Amerikaner in die Hall of Fame des Polo (National Museum of Polo and Hall of Fame, Wellington, Florida) aufgenommen. Er ist außerdem ein erfolgreicher Pferdezüchter, so kommen die Pferde des Ellerstina-Teams zu einem guten Teil aus seiner Zucht. Als Spieler hat er den Sport professioneller gemacht, indem seine Arbeit für das Team nicht am Spielfeldrand aufhörte. Neben Taktik und Auswahl der Spieler wusste er um die Wichtigkeit guter Pferde, deren Zucht und Pflege. 
Pieres ist verheiratet mit Cecilia Fernández Piola und hat drei Söhne (Gonzalo, Facundo, Nicolás) und zwei Töchter. Er lebt in General Rodriguez, Provinz Buenos Aires.